# 燕山荘
燕山荘（えんざんそう）は、長野県安曇野市の燕岳の頂上稜線と表銀座の合戦尾根との交点のピーク（標高2,712m）にある山小屋。中部山岳国立公園内にあり、北アルプスの山小屋の中で有数の歴史があり、多くの登山者に愛用されている。

## 概要
2010年（平成22年）7月現在、株式会社燕山荘の三代目のオーナーの赤沼健至が経営しており、井村克彦が支配人を務めている。オーナーは、アルプホルンを演奏して、宿泊者を楽しませたり、表銀座などの登山教室を行っている。小屋の前からは、すぐ北側に白い花崗岩の奇石と緑色のハイマツが合い舞った燕岳を望むことができる。また小屋の南側に回り込むと、槍ヶ岳を中心とした北アルプスと、眼下に安曇野の絶景を一望することができる。山荘の周辺の花崗岩の砂利の斜面には、高山植物の女王のコマクサが群生している。また、山荘周辺のハイマツ帯には、ライチョウが生息している。株式会社燕山荘は、表銀座の登山道上にある燕山荘の他、安曇野市有明荘、合戦小屋、大天荘、ヒュッテ西岳、ヒュッテ大槍の山小屋の運営も行っている
。

## 沿革
- 1921年（大正10年）7月15日に「燕の小屋」と呼ばれた山小屋（収容人数50人、24坪、白塗りの建屋）を登山家の赤沼千尋が開業した[4]。
- 1922年（大正11年）に、猟師の小林喜作が殺生小屋を開業し、この小屋を経由する槍ヶ岳への当時最短ルート（表銀座）の喜作新道が開かれた。
- 1928年（昭和3年）に、現在の名称の「燕山荘」に改名。
- 1937年（昭和12年）、大倉喜七郎の資金援助によって本館が完成し、帝国ホテルが運営に加わる。現在の2階の建物で、収容人数200人でガス灯の照明が設置された。
- 第二次世界大戦前後は登山者が激減したが、小屋は客がいなくても営業されていた。
- 1945年（昭和20年）に、帝国ホテルが経営から撤退。再度赤沼の単独経営になる。
- 1956年（昭和31年）に、第一別館が完成。プロパンガス燃料を導入。下部の谷から水を汲み上げるためのポンプ設置。
- 1958年（昭和33年）に、第二別館が完成。公衆電話設置。
- 1964年（昭和39年）に、国民宿舎の有明荘付近から合戦小屋まで、荷揚げ用のケーブルを設置。
- 1973年（昭和48年）に、新館が完成。

## 現在の燕山荘

### 営業期間
（2010年7月現在）
- 4月24日 - 11月23日、12月23日 - 1月9日（平成22年度）

### 収容人数
- 宿泊 600人[5]
- キャンプ指定地 テント30張（北アルプスの大部分が中部山岳国立公園内であるため、キャンプ指定地以外の設営は禁止されている）

### 主な施設
- 一般客室・個室・フロント・売店・喫茶室・食堂
- 一般利用者向けの入浴施設はない。
- 燕岳夏山診療所（順天堂大学医学部）

### 主なイベント
- 雷鳥（ライチョウ）観察会
- 毎年夏に、クラシックコンサートが開催される。
- 登山教室

### 事務所
株式会社燕山荘の松本事務所の所在地は、長野県松本市大手2-3-10。

## 周辺の山

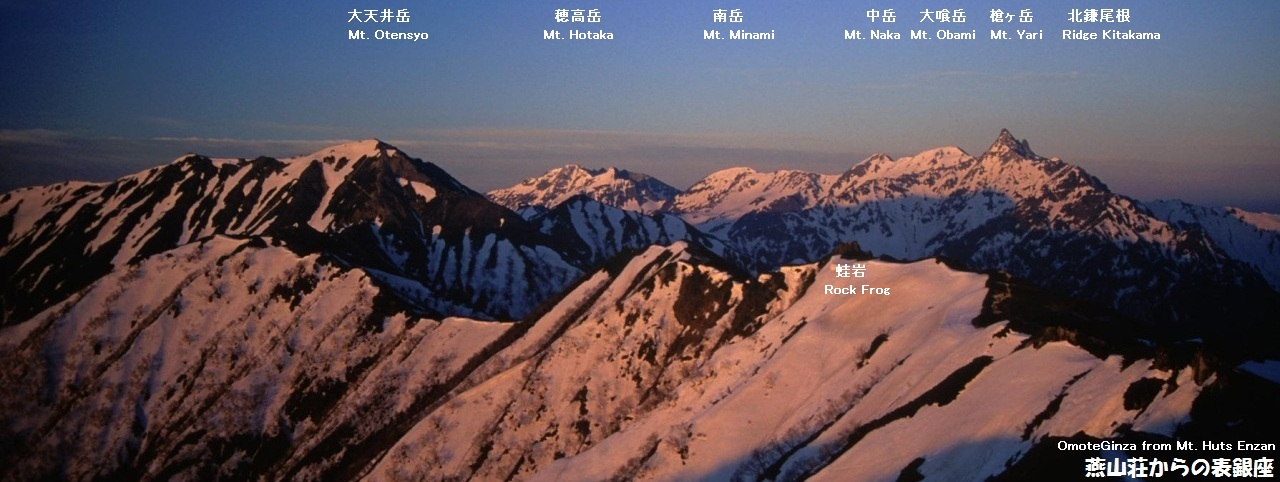
燕山荘からの展望

燕山荘は飛騨山脈（北アルプス）の常念山脈の主稜線上にある。
- 唐沢岳 - 東沢岳 - 餓鬼岳 - 北燕岳 -燕岳 - （燕山荘） 大天井岳 - 東大天井岳 - 常念岳 - 蝶ヶ岳 - ：常念山脈
- 有明山
- 中房温泉 - 合戦尾根 - （燕山荘） - 大天井岳 - 赤岩岳 - 西岳 - 槍ヶ岳 ：表銀座
- 烏帽子岳 - 三ツ岳 - 野口五郎岳 - 真砂岳 - 鷲羽岳 - 三俣蓮華岳 - 双六岳 - 樅沢岳 - 槍ヶ岳：裏銀座

| 燕岳 | 餓鬼岳 | 有明山 | 大天井岳 | 槍ヶ岳 |
| ---- | ------ | ------ | -------- | ------ |
|      |        |        |          |        |

## 関連書籍・雑誌
- 『北アルプス山小屋案内』　山と溪谷社、1987年7月、ISBN 4-635-17022-5
- 『殺人山行 燕岳』　梓林太郎（著）、光文社文庫、2005年4月、ISBN 4334738605
- 『山と高原地図 槍ヶ岳・穂高岳 上高地』　昭文社、2010年3月、ISBN 978-4-398-75717-3
- 『男の隠れ家2010年9月号』　朝日新聞出版、2010年7月、ASIN B003UBHLJ4
- 『家庭画報2010年9月号』　世界文化社、2010年7月、ASIN B003V5B3CK
- 『週刊 ふるさと百名山 15号 常念岳・燕岳』　集英社、2010年9月、ASIN B0046ZYQKU